# Beatport
Beatport（ビートポート）は、LiveStyle(en)によって運営される有料オンライン音楽配信サービスである。主にダンスミュージック、クラブミュージックなどのジャンルを取り扱う。2004年1月1日から運営されている。

## 特徴
ブラウズ・購入
サービスはウェブサイトにて運営されている。インターフェイスは英語をはじめとした複数の言語に対応しており、一部のレーベル、楽曲を除き、日本の住所、クレジットカードで購入が可能である。また、macOS専用のデスクトップクライアントであるBeatport Pro for Desktopも利用可能である。かつてはサイト全体がAdobe Flashによって構築されていたほか、Native Instrumentsが販売するDJミキサーソフトウェアであるTRAKTOR 3から利用することができた。
ラインナップ
2007年5月現在、約3,000のレーベルによる約125,000曲の楽曲が販売されている。
フォーマット
楽曲はLAMEで320kbpsのビットレートにエンコードされたMP3、または無圧縮のWAVかAIFFのいずれかのフォーマットを選択できる。楽曲ファイルにデジタル著作権管理技術(DRM)は施されていない。
価格
楽曲はUSドル、UKポンド、ユーロのいずれかで決済が可能で、1曲あたりの価格は条件によって区分けされている。また、WAVフォーマットはメールオーダーとなり手数料として追加料金が必要となる。
|                    | $ (USドル) | £(UKポンド) | € (ユーロ) |
| ------------------ | ---------- | ----------- | ---------- |
| 通常価格           | $1.49      | £1.29       | €1.49      |
| 8週間以内の新譜    | $1.99      | £1.49       | €1.99      |
| 独占・限定販売     | $2.49      | £1.99       | €2.49      |
| WAV/AIFFの追加料金 | +$1        | +£1         | +€1        |